# Alfred Blaschko
Alfred Blaschko (né le 3 mars 1858 - mort le 26 mars 1922) est un dermatologue allemand. 
Il est connu pour ses travaux sur les lignes de Blaschko.

## Biographie
En 1881, il obtient son doctorat en médecine à Berlin, puis travaille avec Georg Wegner (1843–1917) à Stettin. Il ouvre alors un cabinet dermatologique privé à Berlin.
En 1886, après un séjour dans des cliniques dermatologique à Vienne, Blaschko s'est spécialisé dans l'étude des dermatoses professionnelles. Il travaille alors sur la détection d'argent dans la peau des métallurgistes.
En 1888, il obtient le diplôme de professeur de dermatologie.
À partir de 1892, il se spécialise dans les maladies vénériennes. Il a effectué des études sur la prostitution et examiné les conditions d'hygiène dans cette profession, en étudiant davantage la prophylaxie plutôt que les traitements des maladies sexuellement transmissibles, et il s'engage dans la prévention et l'éducation. Il a été le premier médecin à signaler l'embolie pulmonaire à la paraffine, après des injections de mercure, avec laquelle la syphilis était traitée jusque là. 
En 1895, Blaschko s'occupa intensivement de la lèpre survenue dans le district de Memel.
Il s'occupa alors de traiter d'autres maladies dermatologiques telles que les mélanoses de guerre, les ichtyoses, la thérapie par la lumière et le radium. Malgré les réalisations académiques reconnues de son vivant, Blaschko s'est vu refuser une chaire en raison de sa foi juive et de son engagement socialiste. 
En 1901, au septième congrès de la Société allemande de dermatologie tenu à Breslau, Blaschko présenta ses observations sur une maladie dermatologique rare. Il s'agissait de lésions cutanées à motifs qui étaient en forme de S sur l'abdomen, en forme de V sur la région de la colonne vertébrale supérieure avec une forme en U inversé du sein vers le haut du bras. Blaschko avait fondé ses résultats sur les examens de plus de 170 patients atteints de maladies cutanées névoïdes et acquises linéaires. Cette condition à motifs inhabituelle a été plus tard appelée lignes de Blaschko. Bien qu'il ait proposé une origine embryonnaire pour ce phénomène, il n'a pas fourni plus de détails à ce sujet.
En 1902, il cofonde avec Albert Neisser la Liga zur Bekämpfung der Geschlechtskrankheiten (Société allemande de lutte contre les maladies vénériennes) à Berlin.
En 1912, Blaschko a mis en garde contre une contamination vénérienne de la société et a appelé à la lutte contre les maladies sexuellement transmissibles.
Alfred Blaschko meurt à Berlin à l'age de 63 ans, et est enterré dans la section V du cimetière de Grunewald. Le biochimiste germano-britannique Hermann Blaschko (de) était son fils.

## Travaux (sélection)
- Betrachtungen zur Architektonik der Oberhaut. Berlin 1887.
- Behandlung der Geschlechtskrankheiten in Krankenkassen und Krankenhäusern. Berlin 1890.
- Verbreitung der Syphilis in Berlin. Berlin 1892.
- Syphilis und Prostitution vom Standpunkt der öffentlichen Gesundheitspflege. Berlin 1893. (Syphilis et prostitution du point de vue de la santé publique)
- Die Lepra im Kreise Memel. Berlin 1897.
- Hygiene der Prostitution und venerischen Krankheiten. Jena 1900. (Hygiène de la prostitution et des maladies vénériennes)
- Die Nervenverteilung in der Haut in ihrer Beziehung zu den Erkrankungen der Haut. Vienne 1901.